# 川島彰
川島 彰（かわしま あきら、1949年 - 1996年）は、日本のアニメーター。

## 人物
OH!プロや東京ムービーなどいくつかのプロダクションを点々とし、土田プロダクションを経てフリー。川島明、川嶋明、川島あきらなどの名を使用して活動していた。
テレビシリーズ『ドラえもん』「シックハック」が遺作となった。1996年死去。享年47。

## 参加作品

### テレビアニメ
- 新オバケのQ太郎（1971年） - 原画
- ど根性ガエル（1972年） - 原画
- ジャングル黒べえ（1973年） - 原画
- ゲッターロボ（1974年） - 作画監督
- まんが日本昔ばなし（1975年） - 作画監督
- ドカベン（1976年） - 作画監督
- 野球狂の詩 (スペシャル)（1977年） - 原画
- 釣りキチ三平（1980年） -原画
- まんがことわざ事典（1980年） - 原画
- 忍者ハットリくん（1981年） - 作画監督
- ゲームセンターあらし（1982年） - 原画
- さすがの猿飛（1982年） - 動画
- パーマン 第2作（1983年-1985年） - 原画
- まんが日本史（1983年） - 作画監督
- 銀河漂流バイファム（1983年） - 動画
- オバケのQ太郎（新）（1985年-1987年） - 作画監督・原画
- プロゴルファー猿（1985年-1986年）-動画チェック
- めぞん一刻（1986年-1988年）-動画チェック
- 銀牙 -流れ星 銀-（1986年） - 動画
- エスパー魔美（1987年） - 原画
- つるピカハゲ丸くん（1988年） - 作画監督
- ビリ犬（1988年） - 原画
- F -エフ-（1988年） - 動画チェック
- ビリ犬なんでも商会（1989年） - 作画監督
- かりあげクン（1989年） - 原画
- 機動警察パトレイバー (OVA)（1989年） - 動画チェック
- 少年アシベ（1991年） - 原画
- らんま1/2（1991年） - 動画チェック、原画
- コボちゃん（1992年） - 原画
- スーパーヅガン（1992年） - 原画
- 楽しいムーミン一家 冒険日記（1992年） - 原画
- NINKU -忍空-（1995年） - 原画
- ドラえもん（1980-1995年） - 作画監督、原画

### 劇場アニメ
- ドラえもん のび太の宇宙開拓史（1981年） - 原画
- 21エモン 宇宙へいらっしゃい!（1981年） - 原画
- 忍者ハットリくん+パーマン 超能力ウォーズ（1984年） - 原画
- プロゴルファー猿　スーパーGOLFワールドへの挑戦!!（1986年） - 動画
- ドラえもん のび太と雲の王国（1992年） - 原画